# Eric Harris și Dylan Klebold
Eric David Harris (9 aprilie 1981 – 20 aprilie 1999) și Dylan Bennet Klebold (/ˈkliːboʊld/ KLEE-bohld; 11 septembrie 1981 –  20 aprilie 1999) au fost doi liceeni americani și ucigași în masă ce au săvârșit masacrul de la liceul Columbine pe data de 20 aprilie 1999, în Columbine, Colorado. Harris și Klebold au omorât 13 elevi și un profesor, și au rănit încă 23 de persoane. După ce au omorât majoritatea victimelor sale în biblioteca liceului, cei doi s-au sinucis. La acel timp, era considerat cel mai letal atac armat la o instituție educațională în istoria Statelor Unite.
Harris și Klebold s-au născut amândoi în anul 1981. Harris s-a născut în Wichita, Kansas, dar se muta frecvent în copilărie din cauza slujbei tatălui său în Forțele Aeriene ale Statelor Unite ale Americii, iar Klebold era născut în apropierea localității în care a avut loc masacrul. Familia lui Eric Harris s-a stabilit în Colorado în anul 1992. În puțin timp după mutarea sa, cei doi băieți s-au împrietenit în clasa a 7-a. De-a lungul timpului, au devenit din ce în ce mai apropiați. La liceu, erau descriși ca inseparabili. Surse diferite reclamă că Eric și Dylan erau deseori victimele bullying-ului, iar altele că aveau prieteni cu care socializau. Liceul Columbine era descris ca suferind grav de "cultura jock".